# Estádio Grand Hamad
O Grand Hamad Stadium ( em árabe: استاد حمد الكبير   ), também conhecido como Al–Arabi Sports Club Stadium, é um estádio multiuso em Doha, Qatar . O estádio tem capacidade para 13.000 pessoas, e atualmente é usado principalmente para jogos de futebol, pois é a casa do Al-Arabi SC . O estádio foi usado extensivamente durante os Jogos Asiáticos de 2006 e foi palco de vários esportes diferentes, incluindo futebol, tênis de mesa, rugby de sete e esgrima . A seleção nacional de futebol do Iraque jogou suas partidas de qualificação para a Copa do Mundo da FIFA de 2014 (AFC) no estádio, assim como a seleção nacional de futebol do Iêmen em suas partidas de qualificação para a Copa do Mundo da FIFA de 2018 (AFC) .  Foi o CT da seleção brasileira de futebol durante a Copa do Mundo FIFA de 2022 .

## Jogos das eliminatórias da Copa do Mundo da FIFA
Jogos de qualificação para a Copa do Mundo da FIFA que foram realizados no estádio:
| Encontro          | Equipe #1 | Res. | Equipe #2   | Ronda       |
| ----------------- | --------- | ---- | ----------- | ----------- |
| 25 março 2001     | Malásia   | 4–3  | Palestina   | Group 3     |
| 11 novembro 2011  | Iraque    | 1–0  | China       | Group 1     |
| 29 fevereiro 2012 | Iraque    | 7–1  | Singapura   | Group 1     |
| 12 junho 2012     | Iraque    | 1–1  | Omã         | Group B     |
| 16 outubro 2012   | Iraque    | 1–2  | Austrália   | Group B     |
| 14 novembro 2012  | Iraque    | 1–0  | Jordânia    | Group B     |
| 11 junho 2013     | Iraque    | 0–1  | Japão       | Group B     |
| 12 março 2015     | Iémen     | 3–1  | Paquistão   | First Round |
| 8 setembro 2015   | Iémen     | 0–4  | Bahrein     | Group H     |
| 17 novembro 2015  | Iémen     | 1–3  | Uzbequistão | Group H     |

## Jogos amigáveis (seleção nacional)
Amistosos (Seleção) Partidas realizadas no estádio.
| Encontro         | Equipe #1 | Res. | Equipe #2 |
| ---------------- | --------- | ---- | --------- |
| 6 novembro 2011  | Iraque    | 1–0  | Líbano    |
| 29 maio 2013     | Omã       | 1–1  | Líbano    |
| 25 março 2014    | Iémen     | 2–0  | Nepal     |
| 11 abril 2014    | Filipinas | 3–0  | Nepal     |
| 30 outubro 2014  | Filipinas | 3–0  | Nepal     |
| 16 dezembro 2018 | Palestina | 2–0  | Paquistão |
| 31 dezembro 2018 | Vietname  | 4–2  | Filipinas |